# Гай Беллиций Натал
Гай Белли́ций Ната́л (лат. Gaius Bellicius Natalis) — древнеримский политический деятель времён гражданской войны 68—69 годов, консул-суффект 68 года.

## Биография
Возможно, родиной Гая Беллиция была Трансальпийская Галлия. С сентября по октябрь 68 года Натал занимал должность консула-суффекта совместно с Публием Корнелием Сципионом Азиатиком. Больше о его карьере ничего не известно.
Его сыном, предположительно, был консул-суффект 87 года Гай Беллиций Наталис Тебаниан.